# Jaromír Málek
Pour les articles homonymes, voir Málek.
Jaromír Málek, né le 5 octobre 1943 à Přibyslav et mort le 23 mai 2023 au Royaume-Uni, est un égyptologue tchécoslovaque puis tchèque, conservateur des archives (keeper) du Griffith Institute de l'université d'Oxford.

## Travaux
Comme éditeur de la Topographical Bibliography de 1968 à 2011, J. Málek s'est consacré à maintenir à jour les sept volumes du Porter and Moss, parfois considéré comme la « Bible » des égyptologues, et à publier un huitième volume consacré aux objets sans provenance connue. Il a aussi publié un petit catalogue des quatre salles égyptologiques de l'Ashmolean Museum, catalogue qui sert aussi de cursus en hiéroglyphe (ABC of Egyptian Hieroglyphs).
Il a également participé à l'élaboration d'un atlas, le Guide Bleu : Égypte de Madeleine Baud (1964). Et a écrit des articles dans le Journal of Egyptian Archaeology (JEA), SAK, etc. où l'on retrouve les préoccupations et orientations de ses recherches.
Son livre Égypte présente trois-cents œuvres majeures de l'Égypte antique ; ces reproductions d'objets peints ou sculptés sont décrits sous un angle scientifique et linguistique, et présentés en pleine page en séquence chronologique.

## Publications
- The Topographical Bibliography of Ancient Egyptian Hieroglyphic Texts, Statues, Reliefs and Paintings, Oxford, 1964 (réimpr. 2003) ;
- avec John R. Baines, Atlas de l'Égypte ancienne, Paris, Nathan, 1980 ;
- Les égyptiens, à l'ombre des pyramides, Paris, Nathan, 1988 ;
- A Meeting of the Old and New. Saqqâra during the New Kingdom, Londres, The Egypt Exploration Society, 1992, p. 57-76, Studies in Pharaonic Religion and Society for Gwyn Griffiths ;
- avec Stephen Quirke, « Epigraphy », Journal of Egyptian Archaeology (JEA), no 78 Memphis,‎ 1991 ;
- The cat in ancient Egypt, Londres, British Museum press, 1993 ;
  - Le chat dans l'Égypte ancienne  (trad. de l'anglais), Les Belles Lettres, 2016, 226 p. ;
- ABC of Egyptian Hieroglyphs, University of Oxford - Ashmolean Museum, 1994 (réimpr. 2006) ;
- Egyptian Art, Londres, 1999 ;
- Égypte, 4000 ans d'art  (trad. de l'anglais), New York, Phaidon, 2003, 1re éd., 376 p. (ISBN 978-0-7148-9364-8).